# Les Chemins de ma vie
Albums de Sylvie Vartan
Je chante pour Swanee - Shang shang a lang
(1974) Show Sylvie Vartan
(1975)
Les Chemins de ma vie est un double album de Sylvie Vartan, qui compile les albums Shang shang a lang (1974) et Show Sylvie Vartan (1975). Il sort le 10 novembre 1974.

## Autour de l'album
- La photo de la pochette est la même que celle de l'album Shang shang a lang.

## Titres
Disque 1
| No  | Titre                                              | Auteur                                                           | Durée |
| --- | -------------------------------------------------- | ---------------------------------------------------------------- | ----- |
| 1.  | Les Chemins de ma vie (If you love me let me know) | John Rostill adaptation : Michel Mallory                         | 3:15  |
| 2.  | Da dou ron ron                                     | E. Greenwich - J. Barry - Phil Spector adaptation : Georges Aber | 2:47  |
| 3.  | Toi mon aventure                                   | Eddie Vartan - Michel Mallory                                    | 2:42  |
| 4.  | Encore un jour une nuit                            | Tommy Brown - Michel Mallory                                     | 2:43  |
| 5.  | Le Train sans retour (Train of thought)            | Alan O'Day adaptation : Michel Mallory                           | 2:40  |
| 6.  | Reste encore                                       | Guy Bonnet - Pierre André Dousset                                | 2:50  |
| 7.  | The Sang a lang song                               | Peter Shelley - Marty Wilde adaptation Gilles Thibaut            | 2:35  |
| 8.  | Rock'n'roll man (en anglais)                       | Tommy Brown - Michel Mallory                                     | 4:15  |
| 9.  | Entre tes mains                                    | Jean Renard - Michel Mallory                                     | 3:05  |
| 10. | Je te cherche (Rocket man)                         | Elton John - B. Taupin adaptation : Michel Mallory               | 4:10  |
| 11. | Une nuit d'amour                                   | Pierre Porte - Pierre André Dousset                              | 3:06  |
| 12. | Laisse faire laisse dire                           | Tommy Brown - Michel Mallory                                     | 3:20  |

Disque 2
- Introduction : Bande originale de l'émission de Maritie et Gilbert Carpentier, (Argument Serge Ganzl - texte Maritie Carpentier)

| No  | Titre                                                                         | Auteur                             | Durée |
| --- | ----------------------------------------------------------------------------- | ---------------------------------- | ----- |
| 1.  | J'ai le cœur en peine, j'ai le cœur en joie (Sylvie Vartan et Fernand Sardou) | Jean-Jacques Debout - Roger Dumas  |       |
| 2.  | Tout au fond des tiroirs (Sylvie Vartan)                                      | Jean-Jacques Debout - R. Dumas     |       |
| 3.  | Lorsque je pars en permission (Carlos et Roger Pierre)                        | Jean-Jacques Debout - R. Dumas     |       |
| 4.  | Lorsqu'on est ouvrière (Sylvie Vartan, Carlos et Roger Pierre)                | Jean-Jacques Debout - R. Dumas     |       |
| 5.  | Polka des interdictions                                                       | Jean-Jacques Debout - Pierre Porte |       |
| 6.  | Final des interdictions                                                       | Jean-Jacques Debout - R. Dumas     |       |
| 7.  | Ballet New Orléans                                                            | Jean-Jacques Debout - Pierre Porte |       |
| 8.  | Elle ne viendra pas ce soir (Jean-Jacques Debout)                             | Jean-Jacques Debout - R. Dumas     |       |
| 9.  | Pour que je t'aime de tout mon corps (Sylvie Vartan)                          | Jean-Jacques Debout                |       |
| 10. | Nous ne nous aimerons jamais (avec Sylvie Vartan et Jean-Jacques Debout)      | Jean-Jacques Debout - R. Dumas     |       |
| 11. | La bagarre (ballet) (Sylvie Vartan)                                           |                                    |       |
| 12. | Toi et moi (Sylvie Vartan et Johnny Hallyday)                                 | Johnny Hallyday - Long Chris       |       |
| 13. | Bonne année nouvelle (Sylvie Vartan et toute la troupe)                       | Jean-Jacques Debout - R. Dumas     |       |

## Musiciens
Disque 1
Arrangements et direction musicales :
- Jean-Pierre Dorsay : 1
- Gabriel Yared : 3-8
- Raymond Donnez : 2-4-6-9-12
- Yvan Julien : 5-7-10
- Pierre Porte : 11
- Choriste basse sur The shang a lang song : Jean Stout

Disque 2
Arrangements et direction musicale :
- Pierre Porte : 1-3-4-7-8-9-13
- Raymond Donnez : 2-10
- Gabriel Yared : 11
- Johnny Hallyday : 12